# Casa de Knýtlinga

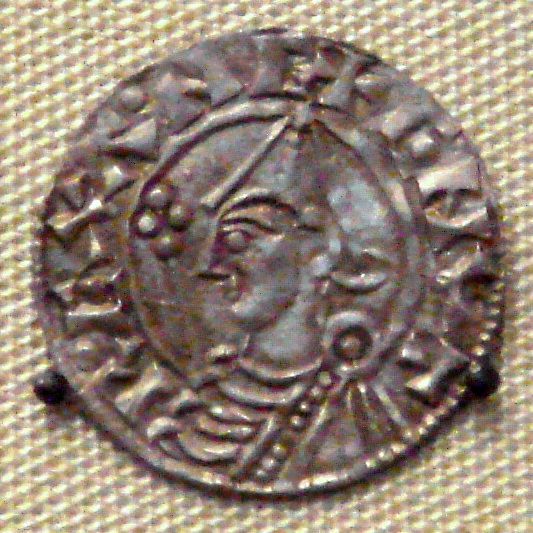
Knut cel Mare

Casa de Knýtlinga a fost o casă regală din Evul Mediu, în Scandinavia și Anglia. Cel mai faimos rege a fost Knut cel Mare, care a dat numele acestei dinastii. Alți membri notabili au fost tatăl lui Knut, Svend I al Danemarcei, bunicul său, Harald I Dinte Albastru și fii săi, Harthacnut, Harold Harefoot și Svein Knutsson. Această casă s-a numit, de asemenea, Casa de Canute, Casa de Gorm sau Dinastia Jelling.
În 1018, Casa de Knýtlinga au deținut coroanele Danemarcei și Angliei împreună, sub o uniune personală. La apogeul puterii sale, între anii 1028 - 1030, Casa a domnit peste Danemarca, Anglia, Norvegia și peste câteva părți din Suedia. După moartea moștenitorilor lui Knut cel Mare, la un deceniu de la moartea sa și de la cucerirea Angliei de către normanzi în 1066, succesiunea Knýtlinga a fost pierdută.

## Regii din Casa de Knýtlinga

### Gorm cel Bătrân al Danemarcei

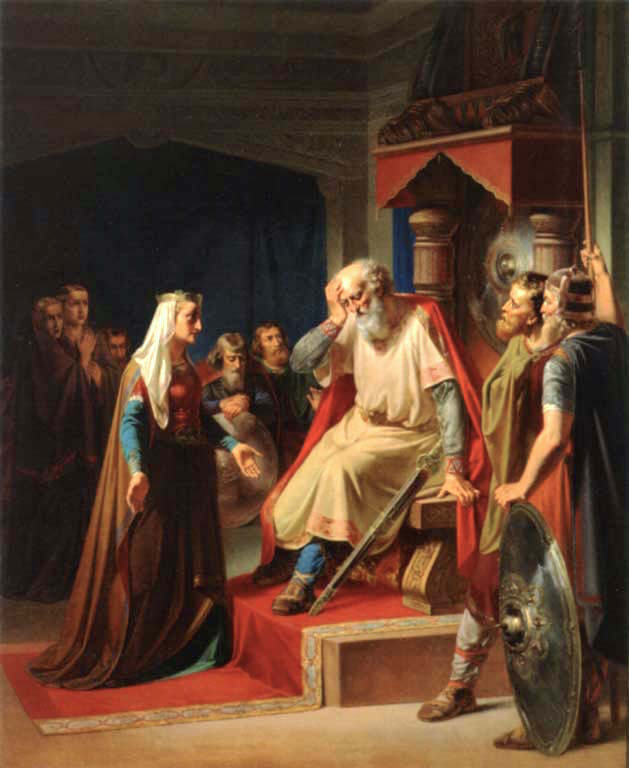

Este raportat că el a fost fiul semi-legendarului rege danez Harthacnut. Cronicarul Adam și Bremen spune că Harthacut a venit în Danemarca din Nortmannia și a preluat puterea la începutul secolului al X-lea. L-a detronat pe tânărul rege Sigtrygg Gnupasson, care domnea peste Danemarca de vest. Când Harthacnut a murit, Gorm a urcat pe tron.
Heimskringla scrie că Gorm ia cel puțin o parte din împărăție prin forță, de la Gnupa, iar Adam sugerează că regatul a fost împărțit înainte de sosirea lui Gorm. Gorm este menționat pentru prima dată în calitate de gazda a Arhiepiscopului Unni de Hamburg și Bremen, în 936. În conformitate cu Jelling Stones, Gorm a câștigat toată Danemarca, însă este speculat că el a condus doar Iutlanda din Jelling.
Gorm s-a căsătorit cu Thyra, a cărui părinți nu sunt cunoscuți cu exactitate după ce nici o indicație contemporană nu a supraviețuit. Gorm a ridicat una dintre movilele funerare la Jelling. Gorm a fost tatăl a trei fii, Toke, Knut și Harald, mai târziu regele Harald Dinte Albastru.

### Harald I al Danemarcei

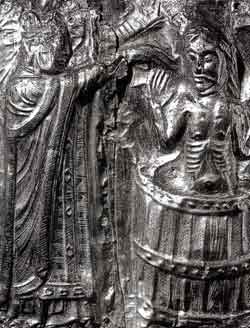

În timpul domniei sale, Harald a supravegheat reconstrucția pietrei Jelling și numeroase alte lucrări publice. Unii cred că aceste proiecte au fost o cale pentru el de a-și consolida controlul economic și militar al țării sale. Au fost construite forturi în cinci locații strategice: Trelleborg pe Sjælland, Nonnebakken pe Fyn, Fyrkat în centrul Jyllandului, Aggersborg lângă Limfjord, și un al doilea Trelleborg în apropierea orașului modern Trelleborg în Scania în,  Suedia de azi. Toate cele cinci cetăți au modele similare: perfect circulare, cu porți de deschidere pentru cele patru colțuri ale Pământului și o curte împărțită în patru zone. Un al șaselea Trelleborg similar a fost situat la Borgeby, în Scania, în circa anului 1000.
El a construit cel mai vechi pod cunoscut în sudul Scandinaviei, de cinci metri înălțime, 760 de metri lungime, acesta fiind podul Ravninge de pe pajiștea Ravninge.
În timp a prevalat liniștit în interior, și-a întors energiile pentru inteprinderile străine. El a venit în ajutorul lui Richard de Normansia, în 945 și 963, în timp ce fiul său a cucerit Samland, iar după asasinarea regelui Harald Greycloak al Norvegiei, a reușit să-i forțeze pe oamenii acestei țări într-o subjugare temporară.
Poveștile nordice îl prezinta pe Harald într-o lumină mai negativă. El a fost forțat de două ori să i se supună prințului renegat suedez Styrbjörn cel Puternic al Jomsvikings, prima dată prin acordarea unei flote și pe fiica sa Thyra, și a doua oară prin oferirea sa ca ostatic, împreună cu încă o flotă de-a sa. Când Styrbjörn a adus flota în Uppsala  pentru a pretinde tronul Suedez, Harald a rupt jurământul și a fugit cu danezii săi, pentru a evita armata suedeză în Bătălia de la Fýrisvellir.

### Svend I al Danemarcei

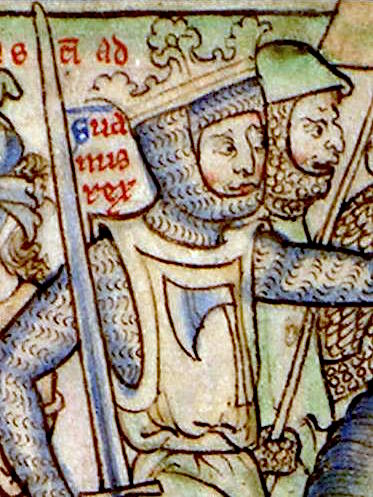

Sven I devine rege în Danemarca în anul 985 iar în 1000 deja cucerise Norvegia. Înfuriat de uciderea rudelor sale el atacă Anglia și cere bani ca și compensație. Timp de câțiva ani, el cere bani englezilor pentru a nu-i ataca iar cu toate acestea, Sven îl izgonește pe regele englez în anul 1013 și se proclamă rege până la moartea sa, din 1014. Fiul său, Canute, fuge în Danemarca, de frica răzbunării lui Ethelred. În plus, Norvegia devine independentă în 1015. Ethelred moare în 1016 și o parte dintre englezi este dispusă să-l accepte ca rege pe Canute, iar ceilalți îl aleg pe Edmund Ironside. Între cei doi au loc lupte pentru coroană. Edmund este învins dar Canute îi permite să conducă o parte din Anglia, până la moartea sa. Edmund moare însă în 1016 iar Canute devine regele Angliei și al Danemarcei. În 1028 cucerește și Norvegia și devine conducătorul unui adevărat imperiu nordic. Totuși, imperiul nu a supraviețuit mult după moarte sa. Anglia devine independentă în 1042 iar Norvegia în 1047.

### Harald al II-lea al Danemarcei

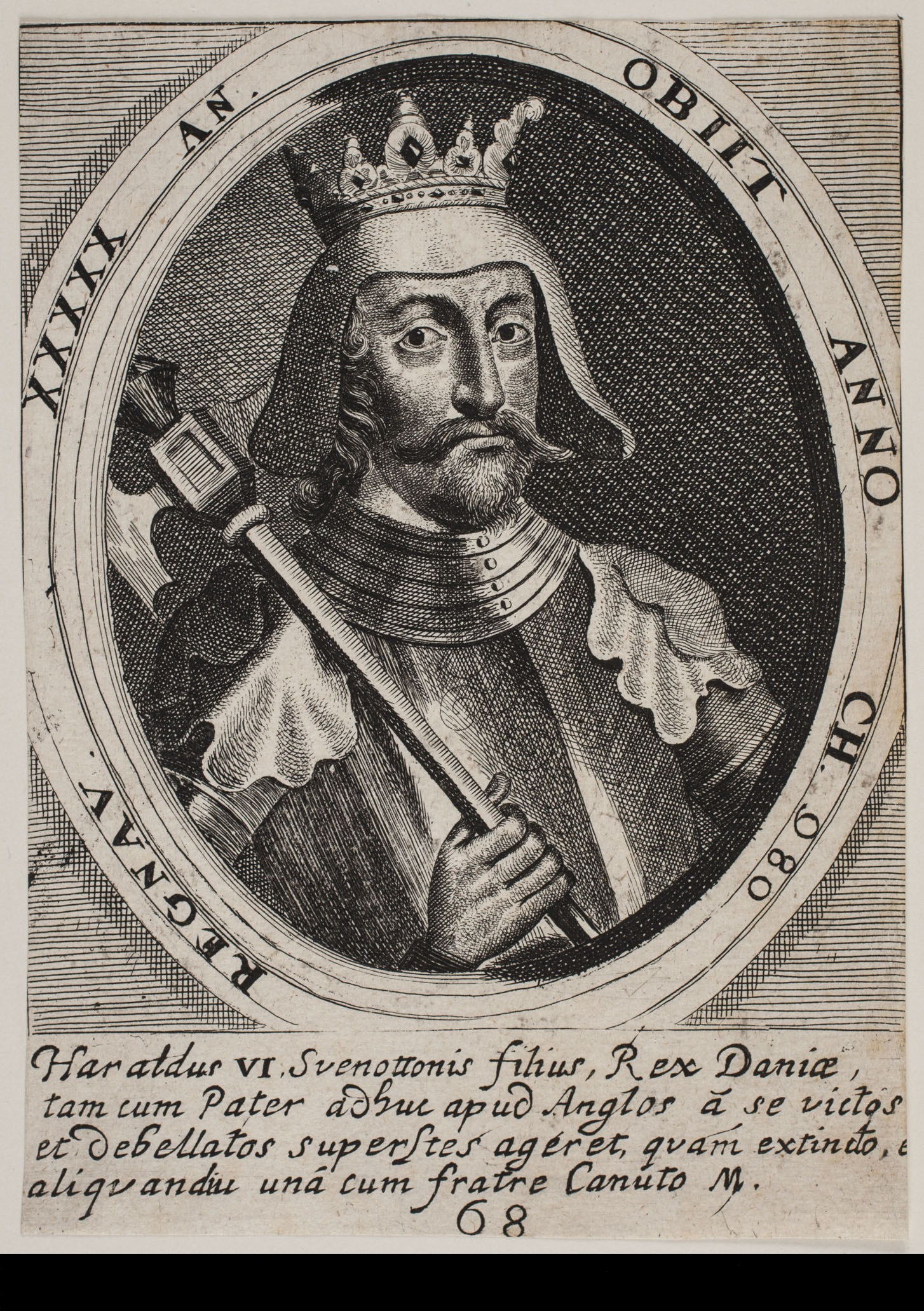

Harald al II-lea (decedat în 1018) a fost regele Danemarcei din 1014 până la moartea sa, în 1018. A fost fiul cel mai mare al regelui Svend I al Danemarcei și a soției sale, Gunhild de Wenden, fiind regent în timp ce tatăl său se lupta cu Ethelred al II-lea cel Șovăielnic al Angliei. Harald a moștenit tronul danez în 1014 și l-a deținut în timp ce fratele său, regele de mai târziu, Knut cel Mare, a cucerit Anglia. După moartea sa din 1018, a fost succedat de Knut cel Mare. Se cunosc foarte puține detalii despre Harald al II-lea.

### Knut cel Mare

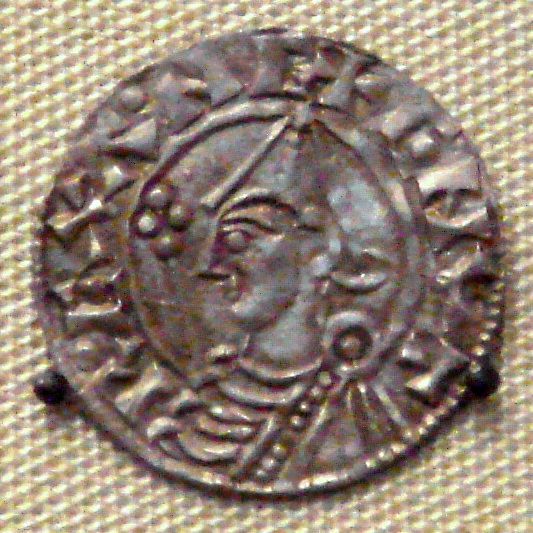

Prinț al Danemarcei, Knut a câștigat tronul Angliei în 1016, după o îndelungată prezență vikingă în insulele britanice. Eforturile sale s-au îndreptat către unificarea religioasă și economică a Britaniei și Danemarcei. După un deceniu de lupte cu adversarii din Norvegia, s-a încoronat rege al acestei țări în 1028. Capitala de atunci a regatului suedez, Sigtuna, era de asemenea sub stăpânirea lui Knut, dar nu s-a înregistrat faptul istoric al încoronării. 
Knut era al doilea fiu al regelui Harald; se presupune că mama sa era Swietoslawa, fiica regelui Mieszko I al Poloniei. Knut intră în istorie odată cu campania de cucerire a Angliei din 1013, în care își însoțește tatăl. Anglia a fost învinsă rapid, fiind slăbită după deceniile de invazii vikinge. Totuși, moartea tatălui în februarie 1014 va duce la abandonarea planurilor de cucerire, britanicii alegându-l domn pe Ethelred al II-lea. În august 1015, Knut reia ostilitățile, acestea finalizându-se cu un pact prin care lui Knut i se dădeau în stăpânire teritoriile britanice de la nord de Tamisa, iar Ethelred își menținea dominația asupra celor din sud. Oricum, în noiembrie 1016 acesta moare iar consiliul nobililor britanici îl numește pe Knut rege al întregii Anglii. Pentru a-și consolida stăpânirea, Knut se căsătorește cu văduva lui Ethelred, Emma a Normandiei.
Un an mai târziu, moartea fratelui său mai mare, Herlad, îi aduce și coroana Danemarcei. Aici, Knut îl numește regent pe cumnatul său, Ulf Thorgilsson. Acesta a complotat împreună cu nobilii danezi pentru numirea ca rege a fiului lui Knut , Harthaknut, acesta fiind minor. După unele confruntări cu norvegienii care i-au asigurat din nou supremația în Scandinavia, Knut poruncește uciderea lui Ulf. Aceasta are loc în 1026 de Crăciun, în biserica Sfintei Treimi (precursoarea catedralei Roskilde).

### Hardeknud

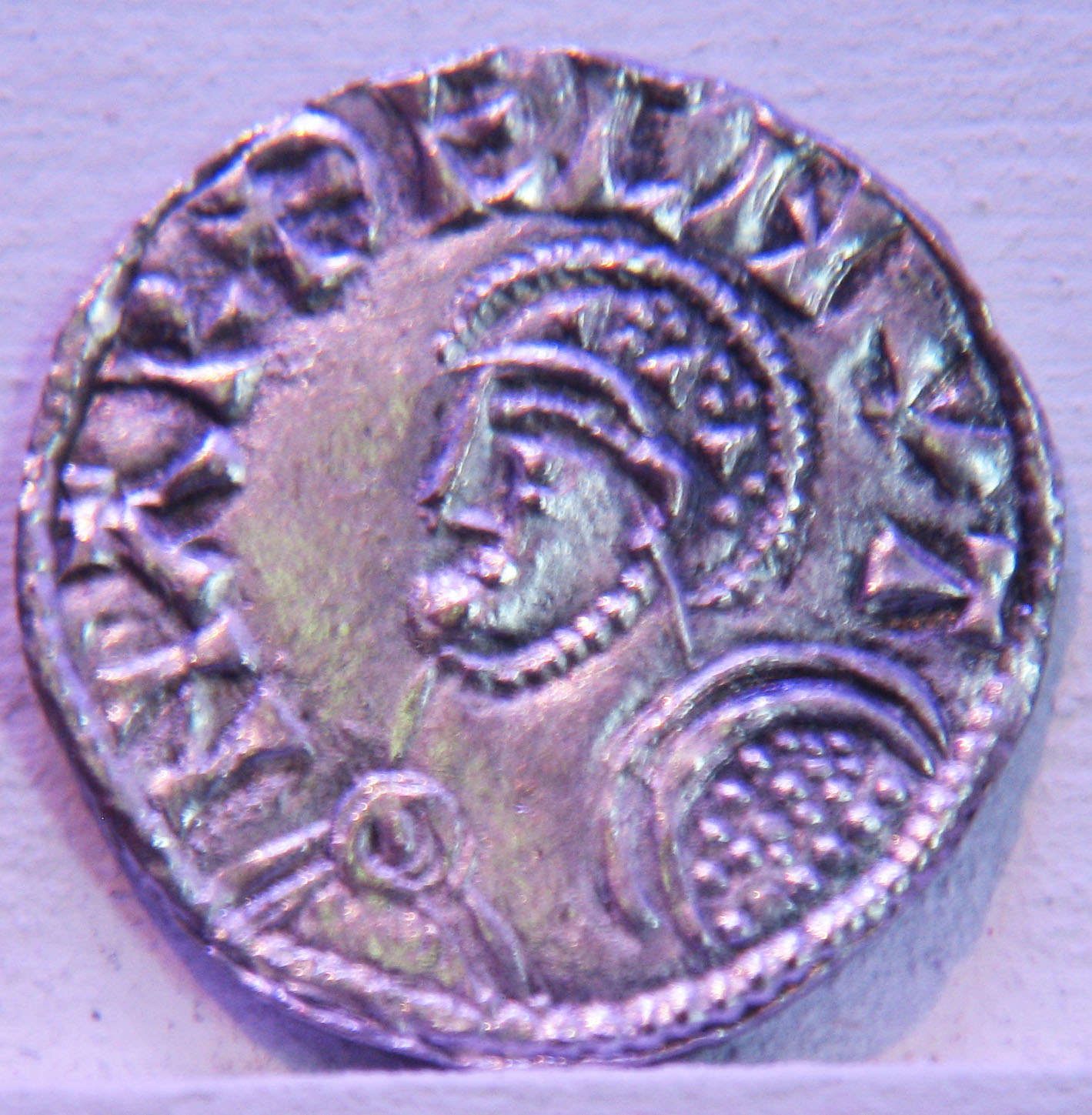

#### Rege al Danemarcei
Cu toate acestea, Ulf l-a înstrăinat pe Knut de a obține provincia daneză și pentru ca Hardeknud să fie recunoscut ca rege fără să facă referire la autoritate de ansambu a lui Knut și prin faptul că eșuase să ia diverse măsuri pentru a se întâlni cu invaziile norvegiene și suedeze, așteptând asistența lui Knut în schimb. În 1207, Knut a sosit cu o flota și l-a iertat pe Hardeknud pentru nesupunerea sa, ținând cont de tinerețea lui, însă l-a omorat pe Ulf. El a condus invadatorii din Danemarca și a stabilit autoritate sa asupra Norvegiei, revenind în Anglia în 1028 și lăsând Danemarca să fie condusă de regele Hardeknud.
Knut a lăsat Norvegia sub conducerea lui Haakon Ericsson, însă acesta a fost înecat în 1029 și Knut l-a numit pe fiul său, Svein, să conducă Norvegia cu ajutorul lui Ælfgifu, prima soție a lui Knut și mama lui Svein. Cu toate acestea, ei au fost nepopulari datorită impozitelor grele și favorizării consilierilor danezi peste nobilii norvegieni, iar regele Magnus I, fiul fostului rege al Norvegiei, Olaf, a invadat în 1035, forțându-i pe cei doi să fugă la curtea lui Hardeknud. Hardeknud a fost un aliat apropiat al lui Svein, însă nu simțea că resursele sale sunt suficient de mari pentru a lansa o invazie în Norvegia, iar frații vitregi au căutat ajutorul tatălui lor, dar în schimb au primit vestea morții sale, în noiembrie 1035.
În 1035, Hardeknud la succedat pe tatăl său pe tronul Danemarcei sub numele de Cnut al III-lea. El a fost în imposibilitatea de veni în Anglia și a fost de acord ca fratele lui Svein, Harold Picior-de-Iepure să acționeze în calitate de regent, cu Emma de Wessex în numele lui Hardeknud. În 1037, Harold a fost acceptat ca rege, iar Hardeknud, potrivit Cronicilor anglo-saxone, fiind părăsit pentru că era de prea mult în Danemarca, în timp ce Emma a fugit în Bruges, în Flanda. În 1039, Hardeknud a navigat însoțit de zece nave pentru a-și întâlni mama în Bruges. Harold a fost bolnav și a murit în martie 1040, iar trimișii din Anglia au traversat canalul pentru a-i oferi tronul lui Hardeknud.

#### Rege al Angliei
Hardeknud a călătorit în Anglia împreună cu mama sa și au ajuns la Sandwich pe 17 iunie 1040. Chiar dacă el a fost invitat să preia tronul, a venit ca un cuceritor cu o forță pregatită pentru invazie. Echipajele au trebuit să fie răspătite pentru serviciul lor cu suma de 21.000 de lire, o sumă de bani care l-a făcut nepopular, cu toate că a fost doar un sfet din suma pe care tatăl său a oferit-o în circumstanțe similare în anii 1017 - 1018.
Englezii s-au obișnuit cu guvernarea regelui în consiliu, cu sfatul oamenilor săi cei mai de seamă, dar Hardeknud a condus autocratic în Danemarca și nu a fost dispus să schimbe nimic, mai ales că el nu avea încredere în totalitate în conții importanți. La început el a reușit cu succes să-și intimideze supușii, deși mai târziu, la sfârșitul domniei sale scurte. El a dublat dimensiunile flotei engleze de la 16 până la 32 de nave, astfel el deținea forța capabilă să se înfrunte cu probleme și în altă parte a imperiului său. Creșterea ratei de impozitare a coincis cu recolta slabă, cauzând dificultăți severe. În 1041, doi culegători ai taxelor fiscale au fost atât de duri cu oamenii din jurul orașului Worcester încât aceștia s-au revoltat și i-au ucis pe culegători. Hardeknud a reacționat prin impunerea unei pedepse legale, ordonând conților săi să ardă orașul și să ucidă populația. 